# Bogdan Jański
Bogdan Teodor Jański (ur. 26 marca 1807 w Lisowie, (inne źródła podają wieś Domosław), zm. 2 lipca 1840 w Rzymie) – polski działacz Wielkiej Emigracji, założyciel Zgromadzenia Zmartwychwstania Pańskiego oraz Sługa Boży Kościoła katolickiego.

## Życiorys
Bogdan Jański pochodził z wielodzietnej rodziny drobnoszlacheckiej, jako pierworodny syn Piotra herbu Doliwa oraz Agnieszki z domu Hryniewickiej, herbu Przegonia. Ojciec był żołnierzem napoleońskim i dzierżawcą dóbr narodowych, matka natomiast zajmowała się głównie gospodarstwem domowym i wychowaniem trzech synów: Bogdana, Antoniego i Stefana (czwarty – Stanisław zmarł w niemowlęctwie). Został ochrzczony w parafialnym kościele Świętej Trójcy w Winnicy jako Teodor, Ignacy, Bogdan.
W 1813 wraz z braćmi ciotecznymi zamieszkał na stancji u tkacza w Pułtusku, rozpoczynając elementarną edukację, po której w 1822 ukończył Szkołę Wojewódzką Ojców Benedyktynów w Pułtusku, a następnie mając 15 lat pracował w niej jako nauczyciel matematyki, języka polskiego i kaligrafii. W latach 1823–1827 podjął dalszą naukę na Królewskim Uniwersytecie Warszawskim, studiując prawo, filozofię, a następnie ekonomię, otrzymując tytuł magistra obojga praw (10 lipca 1827) i ekonomii politycznej (24 października 1827). Mając ukończone studia, podjął następnie praktykę protektora, czyli adwokata. W sierpniu 1828 wygrał, organizowany przez Radę Politechniczną, konkurs na profesora nauk handlowych organizowanej w Warszawie pierwszej politechniki na ziemiach polskich, otrzymując stypendium i nominację rządową na to stanowisko oraz zalecenie odbycia kilkuletniego stażu naukowego w Paryżu (1828–1830) i Londynie (1830–1831). W przeddzień wyjazdu, 23 października 1828 wziął nieoczekiwanie ślub z Aleksandrą Zawadzką, córką działacza niepodległościowego płk. Augustyna Zawadzkiego w parafialnym kościele w Przewodowie, której później już nigdy nie zobaczył. Tę zaskakującą decyzję podjął dla ratowania dziewczyny, która znalazła się w trudnej sytuacji, będąc w ciąży, zostając bez środków do życia oraz kontaktu z rodziną i ojcem dziecka. Będąc na emigracji, gdy uczucia do niej wygasły, żałował później tego pochopnego kroku, który zagrodził mu drogę do kapłaństwa.
Pobyt za granicą był dla niego bardzo owocny. W Paryżu interesował się rozwojem nauk społeczno-politycznych, szczególnie zaś utopijnym, socjalistycznym saintsimonizmem, któremu oddawał swój zapał i siły przez półtora roku. Wtedy utrwaliła się w nim idea nowego i sprawiedliwego ustroju społecznego. W czasie studiów przestał wierzyć w istnienie Boga, na rzecz ateizmu, materializmu i owenizmu Mimo iż cierpiał tam biedę i żył w nieustannych długach, a stypendium było niewystarczające, gorliwie podpatrywał u francuskich ekonomistów ich metody nauczania, które potem miał przenieść do Warszawy. W czasie półrocznego pobytu w Londynie zaznajomił się ze słynnymi ekonomistami angielskimi: Robertem Owenem i Johnem Stuartem Millem, dużo czytał, przygotowywał szkice swych przyszłych wykładów, rozpoczynając nawet pracę nad swoim doktoratem.
Wiadomość o powstaniu listopadowym (1830–1831) doszła do niego, gdy przygotowywał się do odbycia kolejnej części stażu naukowego w Berlinie. Podczas powstania Rząd Narodowy zlecił mu zadanie tajnego agenta i korespondenta rządowego, otrzymując wiosną 1831 stopień kapitana. Na początku 1832, nie widząc dla siebie szans na powrót do kraju (car wcale nie zamierzał otwierać politechniki), postanowił pracować wśród polskich emigrantów, służąc im publicystyką, wykładami i działalnością charytatywno-społeczną. W lipcu 1831 spotkał przebywającego w Paryżu Adama Mickiewicza, który potem stał się jego bliskim przyjacielem (przez pewien czas mieszkali nawet razem). Jański przetłumaczył na francuski Konrada Wallenroda, Dziady i Księgi narodu polskiego i pielgrzymstwa polskiego, był kierownikiem i korektorem paryskich wydań jego poezji, a zwłaszcza pierwszej edycji Pana Tadeusza (zajęło mu to całą wiosnę 1834). W tym okresie należał też krótko do Komitetu Narodowego Polski Joachima Lelewela i generała Jana Nepomucena Umińskiego, był stałym członkiem Towarzystwa Historyczno-Literackiego, redagował „Pielgrzyma Polskiego”, tłumaczył na język francuski nie tylko Mickiewicza, ale także niektóre utwory Stefana Witwickiego, Maurycego Mochnackiego i Lelewela. Współorganizował polską księgarnię w Paryżu i został pierwszym kierownikiem Biblioteki Polskiej.
Spotkania, lektury, medytacje czy rachunki sumienia były dla niego przyczyną jego wewnętrznej przemiany i odrodzenia religijnego. Najpierw na początku 1832, po zerwaniu z saintsimonizmem, był gotów „rozumowo” uznać prawdy wiary, a po długiej (pięcioetapowej) spowiedzi generalnej (1834–1835) narodził się na nowo jako świecki apostoł emigracji, który w centrum swego działania zawsze miał odrodzenie religijne narodu i poszczególnych ludzi. Dzięki poparciu i inspiracji Mickiewicza, uczestniczył w grudniu 1834, w powstaniu Związku Braci Zjednoczonych, w skład którego oprócz niego weszli m.in. Mickiewicz, Witwicki, Antoni Gorecki, Ignacy Domeyko, Cezary Augustyn Plater czy Józef Bohdan Zaleski. Przez pół roku w każdy piątek spotykali się oni na mszy świętej, a potem u Mickiewicza czytali wspólnie Pismo Święte i rozprawiali o sposobach ratowania ojczyzny. Po załamaniu się Związku, Jański z młodymi emigrantami: Adamem Celińskim, Piotrem Semenenko i Leonem Przecławskim założyli w czerwcu 1835 nową grupę apostolską pod nazwą Służba Narodowa, którego głównym celem było wprowadzanie zasad chrześcijańskich w życie publiczne i prywatne. Wkrótce jednak i ta inicjatywa zakończyła się fiaskiem.
Kluczowym momentem do formowania życia opartego na zasadach życia zakonnego było założenie 17 lutego 1836 przez niego w Paryżu przy ulicy Notre Dame des Champs 11 tzw. Domku Jańskiego (fr. Maissonette de Janski), w którym grupa nawróconych przez niego młodych ludzi (przyszłych pierwszych zmartwychwstańców) zaczęła prowadzić wspólne życie. W tym Domku, cztery dni po inauguracji działalności, pięciu emigrantów (bez Mickiewicza) złożyło uroczyste „śluby dozgonnej i braterskiej społeczności” oraz wybrało Jańskiego przewodnikiem nowej wspólnoty. W przeciągu blisko trzech lat jej kierowania skupił on wokół siebie i wychował wybitnych uczniów m.in. Semenenkę, Edwarda Duńskiego, Józefa Malińskiego i Hieronima Kajsiewicza, którzy, podobnie jak on, przeżyli przemianę religijną. Ich też, jako pierwszych, posłał na studia teologiczne, najpierw do Paryża, a potem do Rzymu.
Od 1837 brał udział w pielgrzymkach i corocznych rekolekcjach u benedyktynów czy trapistów, a ponadto uczestniczył w codziennej mszy św., cotygodniowej spowiedzi oraz przystępował często do Komunii św. Szczególnie ciężka dla Jańskiego i jego dzieła była zima 1838/39, bieda panowała tak wielka, że czasami bracia jedli tylko raz na dzień po kawałku chleba. Do tego dochodziły intrygi wewnętrzne, spory, szkalowania, arogancja i tupet podopiecznych. Coraz częściej, także ze względu na umartwienia, Jański zapadał na zdrowiu. Świadectwem jego życia stał się prowadzony w latach 1828–1839 Dziennik, zapis jego burzliwego życia, wzlotów i upadków oraz jego romantycznej natury.
18 grudnia 1839 wyjechał do Rzymu, będąc już bardzo chorym, z mocno zaawansowaną gruźlicą do swoich braci. Tam, uzyskawszy zgodę żony, miał rozpocząć studia teologiczne. Mimo troskliwej opieki zmarł 2 lipca 1840 nad ranem wśród klęczących wokoło i modlących się braci, przyjmując dzień wcześniej sakrament namaszczenia chorych. Pochowano go 3 lipca początkowo na rzymskim cmentarzu św. Wawrzyńca (obecnie Campo Verano), umieszczając na grobie łaciński napis:

Hic resurrecturus quiescit.

21 stycznia 1956 przeniesiono jego prochy do kościoła Zmartwychwstańców w Rzymie przy ulicy Via San Sebastianello 11.

## Przesłanie duchowe i ideowe
Bogdan Jański przekazał program odrodzenia religijnego i narodowego, przebywając na emigracji w okresie zaborów. Dążył do odnowienia i ożywienia dawnych stowarzyszeń, bractw i cechów przeróżnych profesji pod opieką polskich świętych patronów oraz do zakładania bardziej nowoczesnych towarzystw, warsztatów czy szkół, wyróżniających się współpracą i oparciem się w swojej działalności na nauce Ewangelii. Widział też potrzebę odnowy życia zakonnego i parafialnego na wzór apostolskich wspólnot chrześcijańskich. Odnowione uczelnie katolickie, zakony i parafie powinny, według niego, stanowić skuteczne ośrodki odnowy katolicyzmu.
Zostawił też po sobie specjalny styl traktowania ludzi oparty na miłości bliźniego, taktowności, delikatności, uczynności, skromności w zachowaniu czy rozwadze. Tym promieniował i tym przyciągał do siebie. Miał talent pedagogiczny, pasję dzielenia się wiedzą z innymi oraz zmysł opiekuńczy. Ludzi świeckich uczynił tymi, którzy mają być prawdziwymi świadkami Ewangelii. Doceniał wartość dzieł drukowanych jako niezbędnego środka w apostolstwie (sam bardzo dużo czytał), a także wielką surowość w traktowaniu swoich wad i przeżywającą nieraz „ciemności” wiarę w Opatrzność.
Zachował się także jego testament, który dyktował Edwardowi Duńskiemu na tydzień przed śmiercią. W nim zapisał program dla wspólnoty, którą stworzył. Powinna ona posiadać kleryków z wyższymi święceniami. Miejscem jej pracy winna być emigracja. Sugerował otwarcie w Paryżu biblioteki, szkoły zawodowej, szpitala, seminarium duchownego, szkoły dla polskich artystów. Szczególną troską chciał otoczyć nawrócenie emigracyjnej „lewicy” i masonerii. Nawoływał do tego, by świeccy bardziej skonsolidowali swe działanie.
Bogdan Jański pragnął wolności dla ojczyzny. Nie szczędził sił, by zaprowadzać między rodakami nowy, chrześcijański porządek. Wierzył w możliwość braterstwa i jedności wśród ludzi, bez względu na orientacje polityczne czy jakieś inne powody. Istotą jego działalności była głęboka wiara w Zmartwychwstanie, które uczynił myślą tworzonego później Zgromadzenia, w oparciu o modlitwę i sakramenty Kościoła, aby starać się o świętość heroiczną i radykalną.

## Proces beatyfikacyjny
Zgromadzenie Zmartwychwstańców przekonane o świątobliwości życia Bogdana Jańskiego zwróciło się 28 grudnia 2004 z prośbą do Stolicy Apostolskiej w celu wyniesienia go na ołtarze, która to 21 kwietnia 2005 wydała tzw. Nihil obstat dotyczący postępowania beatyfikacyjnego.
19 maja 2005 w diecezji płockiej jej ówczesny ordynariusz bp Stanisław Wielgus zainaugurował jego proces beatyfikacyjny, a postulatorem procesu został wybrany Wiesław Śpiewak CR. Odtąd przysługuje mu tytuł Sługi Bożego. Następnie, 19 kwietnia 2008 bp Piotr Libera zakończył diecezjalną fazę procesu, po czym akta zostały przesłane do Kongregacji Spraw Kanonizacyjnych do Rzymu.

## Upamiętnienie
- Skwer Bogdana Jańskiego w Poznaniu
- Pomnik Bogdana Jańskiego w Poznaniu